# Porto Belo (ort)
Porto Belo är en ort i Brasilien.   Den ligger i kommunen Porto Belo och delstaten Santa Catarina, i den södra delen av landet, 1 300 km söder om huvudstaden Brasília. Porto Belo ligger 3 meter över havet och antalet invånare är 14 720.
Terrängen runt Porto Belo är varierad. Havet är nära Porto Belo åt nordost. Närmaste större samhälle är Itapema, 9,5 km nordväst om Porto Belo. 